# Gobitrichinotus arnoulti
Gobitrichinotus arnoulti is een straalvinnige vissensoort uit de familie van de lansvissen (Kraemeriidae). De wetenschappelijke naam van de soort is voor het eerst geldig gepubliceerd in 1963 door Kiener.